# مارتينز إغبانو
مارتنز إغبانو (12 أبريل 1997) هو لاعب كرة سلة نيجيري محترف، يلعب  لنادي جامعة تلسا جولدن هوريكان. 

## روابط خارجية
- مارتينز إغبانو على موقع دوري كرة السلة الياباني للمحترفين (اليابانية)
- مارتينز إغبانو على موقع كرة السلة الأوروبية.كوم (الإنجليزية)
- مارتينز إغبانو على موقع كلية كرة السلة في سبورتس رفرنس.كوم (الإنجليزية)
- مارتينز إغبانو على موقع ريلجم (الإنجليزية)
- مارتينز إغبانو على موقع بروبوليرز (الإنجليزية)